# Czech Media Invest
Czech Media Invest (CMI) est une holding tchèque contrôlant l'un des plus grands groupes de presse tchèque, Czech News Center. CMI est principalement détenue par Daniel Křetínský et Patrik Tkáč, via une autre holding, EP Corporate Group.
En 2018-2019, elle connaît, à travers son principal actionnaire, une notoriété importante en France par le rachat du magazine Marianne (avril 2018), puis la prise d'une participation minoritaire dans l'actionnariat du Groupe Le Monde (octobre) et le rachat de titres à Lagardère Active (février 2019). En juillet 2024, elle obtient une fréquence de la TNT française pour sa nouvelle chaîne T18.

## Une filiale du groupe de presse suisse Ringier (1991-2010)
Le groupe de presse détenu par la CMI, a été constitué en Tchécoslovaquie par le groupe de presse suisse Ringier (Le Temps, Blick…) à partir de 1991, avec le lancement du magazine Teletip (programmes télévisés). Son principal titre, créé en 1992, est le tabloïd Blesk (L'Éclair), inspiré du quotidien allemand Bild. En 1993, avec la division de la Tchécoslovaquie, les activités du groupe sont scindées en deux sociétés. Ringier rachète par la suite plusieurs titres de presse tchèques comme Reflex et ABC.

## Alliance avec Axel Springer puis rachat par la holding de Daniel Křetínský
En 2010, Ringier s'allie au groupe allemand Axel Springer pour développer ses activités rebaptisées « Ringier Axel Springer CZ », avant de les vendre en 2014, via la holding Czech Media Invest, au milliardaire tchèque Daniel Křetínský (actionnaire majoritaire de CMI) qui a fait fortune dans le secteur de l'énergie (groupe EPH qu'il détient à 94 %). Le groupe adopte la marque « Czech News Center » (CNC).

## Structure du groupe CMI

### Actionnaires
Czech Media Invest est détenue par Daniel Křetínský (50 %) et Patrik Tkáč (40 %), principaux dirigeants de Czech News Center, ainsi que par Roman Korbačka (10 %).
L'ensemble de cette structure est lié à une super holding, EP Corporate Group, de droit tchèque, annonçant un capital de 107,564 milliards de couronnes en 2021 (soit près de 5 milliards d'euros) et qui est liée au groupe énergétique EPH. L'un de ses bras armés est Vesa Equity Investment, un fonds d'investissement basé au Luxembourg.

### Comité de direction
Il est présidé par Daniel Křetínský. En sont membres : Daniel Častvaj (ancien directeur marketing et de la communication de sociétés privées et du ministère des finances tchèques), David Bregar (ancien avocat) et Branislav Miškovič (spécialisé dans les fusions-acquisitions).

### Filiales

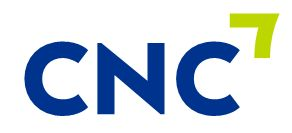
Logotype de Czech News Center, principale société détenue par Czech Media Invest et à l'origine de sa fondation.

La holding CMI contrôle plusieurs sociétés filiales :
- 100 % de Czech News Center (CNC) et .czech/innovation/lab qui regroupent les médias et autres actifs (ex. imprimerie, sites internet) de CMI en Tchéquie ;
- 100 % de Czech Radio Center (CRC) qui détient les radios du groupe, notamment celles rachetées en 2018 à Lagardère active ;
- 100 % d'International Media Invest a.s. (IMI) qui est propriétaire à 91,5 % du magazine français Marianne, détient une participation dans le Groupe Le Monde et est propriétaire de titres rachetés à Lagardère News ;
- 49 % de Central European Books s.r.o. qui détient Euromedia group a.s. (EMG).

### Activités hors-médias
La marque du tabloïd Blesk est déclinée depuis les années 2012-2014 en plusieurs sociétés de services commerciaux : Bleskmobil (opérateur de téléphonie mobile), Belsk peněženka (carte de paiement), Blesk energie (fournisseur de gaz et d'électricité).
CMI est également le premier éditeur d'ouvrages en Tchéquie via sa filiale Euromedia group qui regroupe plusieurs maisons d'édition tchèque et la chaîne de librairies Luxor.
CMI compte également deux imprimeries et est leader de la distribution de la presse grâce à un réseau de plusieurs milliers de points de vente dans ce pays.

## Développement
En 2018, CMI a réalisé plusieurs investissement en France notamment par le rachat du titre Marianne, une prise de participation dans l'actionnariat du Groupe Le Monde et le rachat d'une partie du pôle média de Lagardère Active.

### Rachat d'une partie du pôle média de Lagardère active
Le 19 avril 2018, le groupe français Lagardère Active entre en négociation exclusive avec CMI pour la vente des titres Elle France, Version Femina, Télé 7 jours, France Dimanche, Ici Paris, Public et Art & Décoration. La négociation concerne également « toutes les radios du groupe présentes en République tchèque, Pologne, Slovaquie et Roumanie » dont l'acquisition est finalisée le 27 juillet 2018. Dès octobre 2018, CMI cherche à vendre les actifs polonais, son intérêt étant concentré sur les radios tchèques.
En 2024, CMI France, le deuxième éditeur de presse en France, a transféré la propriété du magazine people Public au groupe de presse indépendant Hereos Media.

### Acquisition du magazineMarianne
Le même jour, le magazine français Marianne annonce avoir reçu une « proposition ferme d'acquisition » de 91,5 % de son capital par CMI. Yves de Chaisemartin, alors actionnaire principal du magazine, est maintenu dans ses fonctions de président-directeur général après la vente.

### Prise de participation minoritaire de CMI au capital du groupe Le Monde
Le 25 octobre 2018, Matthieu Pigasse officialise la vente de 49 % de ses parts dans Le Nouveau Monde à Daniel Křetínský, via IMI, filiale internationale de CMI. Le Nouveau Monde est la société qui détient la participation de Matthieu Pigasse au Monde Libre, société codétenue par Xavier Niel, qui détient 64 % des parts du capital du groupe Le Monde. Outre le quotidien Le Monde, le groupe est notamment propriétaire des titres : Courrier international, Le Monde diplomatique, La Vie et Télérama et est le deuxième actionnaire (34%) du HuffPost. En septembre 2023, cette participation est revendue à Xavier Niel.

### Polémique avec Inès de La Fressange
Au mois d'octobre 2019, le magazine Elle désormais détenu par CMI annonce un partenariat avec Inès de la Fressange,. L'annonce fait polémique car l'ancienne mannequin est la compagne de Denis Olivennes, président du conseil de surveillance de CMI France. Ce dernier s'est défendu d'un quelconque conflit d'intérêts ou d'abus de bien social en évoquant le caractère non-décisionnaire de son poste : « Je suis président du conseil de surveillance et non du directoire, je ne suis pas décisionnaire ».

## Ligne éditoriale

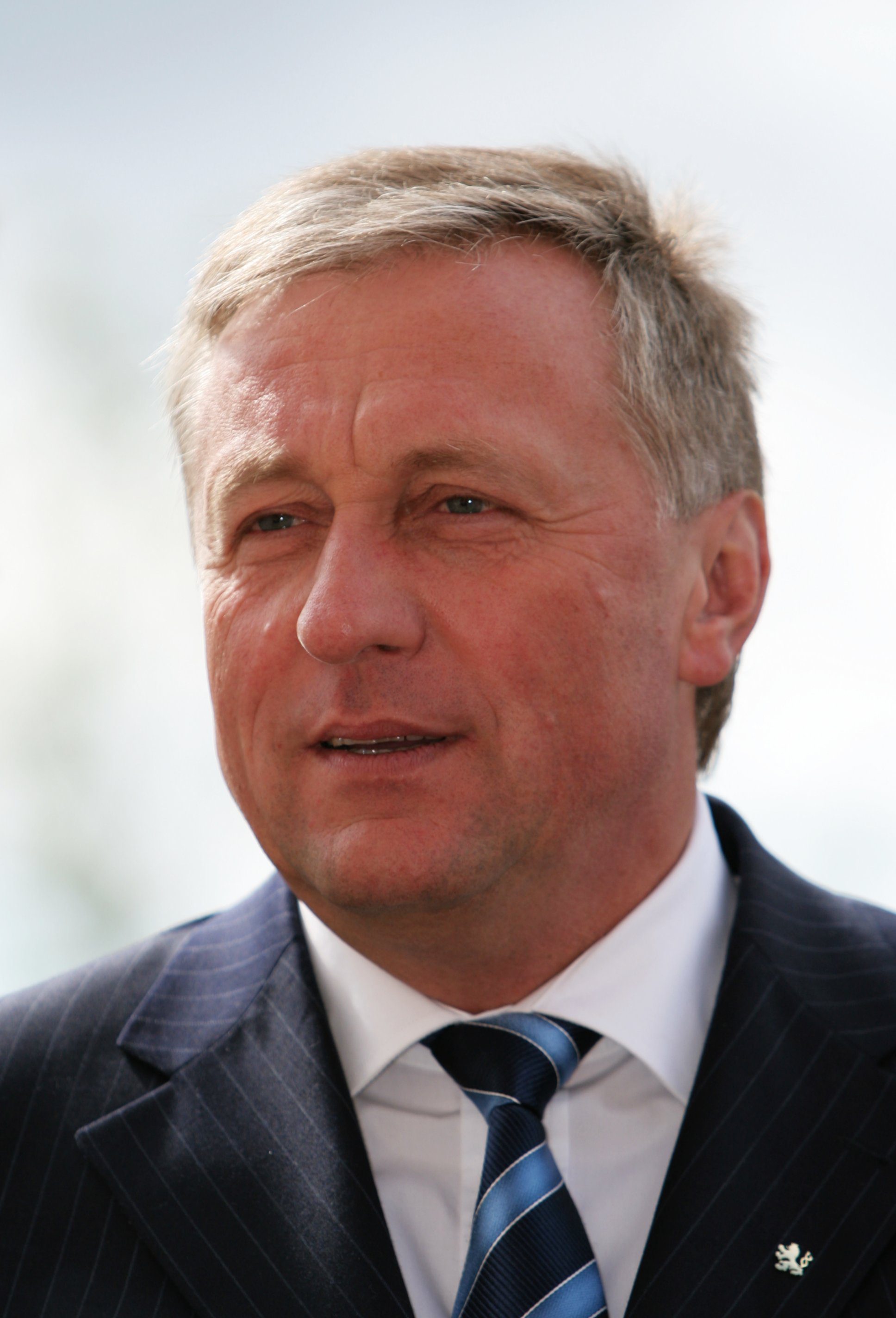
Mirek Topolánek en 2007.

En novembre 2018, Daniel Křetínský présente ses investissements dans les médias comme « une lutte contre le populisme », évoquant « une décision complètement citoyenne ». Le Monde indique que s'il « est certes toujours resté très discret sur ses convictions politiques », « il est un proche de l'ancien premier ministre conservateur Mirek Topolánek », qui a été employé par une filiale slovaque d'EPH et tenait une émission vidéo sur Info.cz.
Traditionnellement libérale et pro-européenne, la ligne éditoriale des médias tchèques de CMI prend un tournant conservateur en 2019. Le site Info.cz devient brusquement, début 2019, selon Le Monde, « un site de commentaires au ton de plus en plus souverainiste et climatosceptique ». Michal Pur, rédacteur en chef d'Info.cz, indique avoir « pris ce virage pour des raisons économiques ». Le Monde relève également que « ce virage résulte de la fusion, début 2019, d’Info.cz avec un autre site aux contenus plus tendancieux, Zdroj.cz ». Selon Le Monde, « la même stratégie aurait été appliquée à d'autres sites du groupe, même si le virage est moins perceptible que chez Info.cz » : ainsi, en août 2019, l'hebdomadaire Reflex fait scandale en caricaturant Greta Thunberg comme l'égérie d'un « marketing global » voulant « abolir le capitalisme en gagnant de l'argent ».

## Médias détenus par la holding

### République tchèque
- Blesk (L'Éclair), tabloïd
- Aha!, tabloïd
- Sport, quotidien sportif

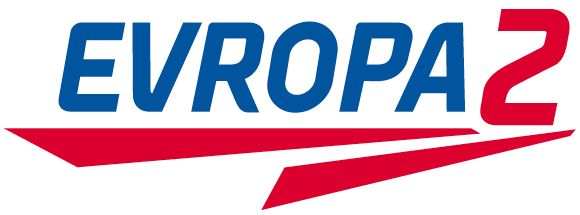
Logo de la station Evropa 2 depuis 2006.

- ABC, magazine pour les jeunes, mêlant actualités scientifiques et bandes dessinées fondé en 1957
- Reflex, newsmagazine
- Info.cz, premier site internet d'actualité tchèque[6]
- via sa filiale CN Invest : E15, F.O.O.D et Maminka (Maman)
- Evropa 2, radio
- Frekvence 1, radio
- Rádio Bonton

### Slovaquie
- Europa 2 (sk), radio

### Pologne
- Radio Zet (pl), en Pologne[24]).
- Chillizet, radio
- Antyradio
- Meloradio
- Radio Plus

### Roumanie
- Europa FM (ro),

### France
- Art & Décoration
- BSMART[25]
- City Magazine International
- Editis
- Elle
- Franc-tireur[26].
- France Dimanche
- Horsealot[27]
- Ici Paris
- Marianne
- Public
- T18
- Version Femina
- Télé 7 jours
- Usbek & Rica[28]

En juillet 2024, le projet de chaîne télévisée présenté par CMI France, baptisé CMI TV, est sélectionné par l'Arcom pour récupérer une des deux fréquences TNT retirées aux chaînes C8 et NRJ 12,,. Loopsider, média du groupe CMI France, sera intégré au projet.